# Derek Schmidt
Derek Larkin Schmidt  (Independence, Kansas; 23 de enero de 1968) es un abogado y político estadounidense que ha se desempeña como fiscal general de Kansas desde 2011. Es miembro del Partido Republicano.
En agosto de 2022, Schmidt se convirtió en el candidato republicano para gobernador de Kansas, se enfrentó a la gobernadora demócrata Laura Kelly, pero fue derrotado.

## Carrera política
Schmidt fue elegido por primera vez para un cargo en el Senado de Kansas, donde representó al distrito 15 de 2001 a 2011 y se desempeñó como presidente del Comité de Agricultura y líder de la mayoría del Senado. Schmidt se convirtió en fiscal general del estado en 2011, después de derrotar al demócrata Stephen Six en las elecciones de noviembre de 2010 y unirse a los fiscales generales de otros estados republicanos para demandar para bloquear muchas políticas de la administración Obama. 
En 2020, después de que el presidente republicano Donald Trump fuera derrotado por Joe Biden pero se negara a reconocer la derrota, Schmidt se unió a un esfuerzo fallido para anular los resultados de las elecciones.

## Posiciones políticas
Durante su mandato, se ha opuesto a la expansión de los derechos LGBT en Kansas, incluso defendiendo las leyes estatales contra los matrimonios entre personas del mismo sexo; se opuso a los esfuerzos para legalizar o despenalizar la marihuana en Kansas y cuestionó las órdenes de salud pública emitidas por la gobernadora Laura Kelly para abordar la pandemia de COVID-19.